# عجاز (أرحب)

تعديل مصدري - تعديل

عجاز هي إحدى قرى عزلة بني حكم بمديرية أرحب التابعة لمحافظة صنعاء، بلغ تعداد سكانها 301 نسمة حسب تعداد اليمن لعام 2004.